# Puurs-Sint-Amands
Puurs-Sint-Amands (fr. Puers-Saint-Amand) – miejscowość i gmina (gemeente) w Belgii, w Regionie Flamandzkim, w prowincji Antwerpia, w okręgu Mechelen. Powstała 1 stycznia 2019 z połączenia gmin Puurs (Puers) i Sint-Amands.

## Podział administracyjny
W skład gminy wchodzi siedem dzielnic (deelgemeente):
- Breendonk
- Liezele
- Lippelo
- Oppuurs (Oppuers)
- Puurs (Puers)
- Ruisbroek
- Sint-Amands (Saint-Amand)